# Peter Erhart
Peter Erhart (* 16. Oktober 1973 in Feldkirch) ist ein österreichisch-schweizerischer Archivar, Historiker und Ausstellungskurator. Er ist seit 2009 Stiftsarchivar in St. Gallen.

## Leben
Erhart wuchs in Satteins im Vorarlberg auf.  Er besuchte von 1984 bis 1992 das Gymnasium in Feldkirch. Es folgten ein Geschichts- und ein Französisch-Studium an der Universität Wien. Neben der Arbeit an seiner Dissertation absolvierte er am Institut für Österreichische Geschichtsforschung in Wien eine Master of Advanced Studies-Ausbildung in Geschichtsforschung und Archivwissenschaft. Er wurde 2002 mit der Dissertation Mönchtum in Italien von Gregor dem Grossen bis zu den Karolingern bei Herwig Wolfram und Walter Pohl zum Doktor der Philosophie promoviert.
Erhart begann 2003 seine Tätigkeit im ältesten noch erhaltenen Klosterarchiv des Abendlandes, dem Stiftsarchiv St. Gallen, als Stellvertreter des Stiftsarchivars Lorenz Hollenstein.  Bei der Pensionierung von Hollenstein wurde Erhart 2009 dessen Nachfolger. Für ihn sind die St. Galler Klostergeschichten von Mönch Ekkehard besonders bedeutend. Sie haben ihn dazu gebracht, mittelalterliche Geschichte zu studieren.
Er wurde zu einem anerkannten Fachmann des Frühmittelalters. Im Rahmen seiner Arbeiten hat er zu vielen Veröffentlichungen beigetragen und Ausstellungen kuratiert.

## Veröffentlichungen (Auswahl)
- Herausgeber der frühmittelalterlichen Urkunden des Klosters St. Gallen in der Reihe Chartularium Sangallense
- mit Karl Heidecker und Bernhard Zeller: Herausgeber für die internationale Reihe der Chartae Latinae Antiquiores
- Gründer und Herausgeber der Buchreihe Itinera monastica zur monastischen Reisekultur. Mit Jakob Kuratli Hüeblin: Nach Rom gehen: Monastische Reisekultur von der Spätantike bis in die Neuzeit. In: Itinera monastica. Band 3. Böhlau Verlag, Wien 2020, ISBN 978-3-205-20736-8
- zum frühmittelalterlichen Mönchtum in Italien
- zu frühmittelalterlichen Privaturkunden
- zur Geschichte des Klosters St. Gallen und des Klosters Pfäfers[3]
- St. Galler Bibliotheksnetz: Peter Erhart. St. Galler Bibliotheksnetz. Abgerufen am 20. Mai 2023

## Ausstellungen
- Liste der Ausstellungen, an welchen Erhart beteiligt war[3]

## Mitgliedschaften
- Commission Internationale de Diplomatique, Paris[5]
- seit 2010: Historische Sektion der Bayerischen Benediktinerakademie[6]